# 조슈아 트리 (1993년 영화)
《조슈아 트리》(영어: Joshua Tree, Army Of One)는 미국에서 제작된 빅 암스트롱 감독의 1993년 액션 영화이다. 돌프 룬드그렌와 크리스티안 알폰소이 주연으로 출연하였고 일라나 다이아맨트와 앤디 암스트롱이 제작에 참여하였다.

## 출연
- 돌프 룬드그렌 - 샌티
- 크리스티안 알폰소 - 리타
- 조지 시걸 - 세브란스
- 제프리 루이스 - 세페다
- 미쉘 필립스 - 에스더

## 제작진
- 라인프로듀서: 요람 바질라이
- 배역: 데브라 제인

## 한국판 성우진(SBS)
- 이정구 - 샌티(돌프 룬드그렌)
- 강희선 - 리타(크리스티안 알폰소)
- 이완호 - 세브란스(조지 시걸)
- 김계원 - 샌티의 아버지(버트 렘슨)
- 김기현 - 잭(보 스타)
- 김용식 - 세페다(제프리 루이스)
- 전임복 - 에스더(미셸 필립스)
- 유지영 - 이지(마커스 브라운)
- 정동열 - 교도관(토니 에퍼)
- 순동운 - 에디(켄 포리)
- 신성호 - 마이크(맷 바타글리아)
- 이윤연 - 슈샤인(마이클 폴 챈)
- 도용구 - 교도관(켄 블레져)
- 정미연 - 마라레나(칸디 알렉산더)
- 이재용 - 경찰(제이슨 아지키웨)
- 문관일 - 경찰(제프리 대쉬노)
- 서문석 - 경찰(대니 와이넌즈)